# Yisroel Ber Odesser
Rabino ‎‎Yisroel Dov Ber Odesser‎‎ (aproximadamente. 1888 - 23 de outubro de 1994), também conhecido como ‎‎Reb Odesser‎‎ ou ‎‎Sabba‎‎ ("avô" em ‎‎hebraico‎‎), foi um ‎‎breslover‎‎ ‎‎hasid‎‎ e ‎‎rabino‎‎ que alegou ter recebido uma "Carta do Céu" enviada diretamente a ele por Rebbe ‎‎Nachman de Breslov‎‎, que havia morrido 112 anos antes, revelando-lhe um novo remédio para aliviar o sofrimento e a doença do mundo.

## Introdução a Breslov
Durante o tempo em que os britânicos entraram em Tiberíades na Primeira Guerra Mundial, uma praga eclodiu na cidade. Halpern ficou muito doente e acabou morrendo, junto com a maioria de sua família. Após a morte de Halpern em 1918, Odesser tornou-se um atendente pessoal do rabino ‎‎Salomão Eliezer Alfandari‎‎, o grande ‎‎delírio sefardídico‎‎ e ‎‎kabbalista‎‎ conhecido como Sabaisha Kad, que vivia em Tibéria na época. Depois de ver Odesser recitar o ‎‎ ‎‎Tikkun Chatzot‎‎ ‎‎ (Lamento da Meia-Noite sobre a destruição do ‎‎Beis Hamikdash‎‎ uma noite, no entanto, o Saba Kadisha se recusou a deixá-lo atendê-lo mais, e em vez disso o tratou como um jovem colega.‎

## Descobrindo a frase Na Nach
‎Quando tinha aproximadamente 24 anos, Odesser entrou em posse de um documento mais tarde publicado como ‎‎A Carta do Céu‎‎ (conhecido coloquialmente como o Petek).
‎De acordo com Odesser, ele sucumbiu aos desejos durante o jejum do ‎‎Décimo Sétimo dia de Tammuz‎‎ e comeu algo. Agindo sobre este pensamento, ele escolheu um livro, abriu-o, e encontrou uma carta dentro contendo palavras de saudação e encorajamento, juntamente com uma frase na língua hebraica baseada nas quatro letras do nome ‎‎Nachman‎‎ (ou seja, Rebbe Nachman de Breslov), acrescentou uma carta de cada vez, em uma forma kabbalística ‎‎achorayim.‎‎

## Anos finais

### Encontro com Rabino Moshe Feinstein
‎No começo da década de 1980, o rabino Odesser se encontrou com o rabino ‎‎Moshe Feinstein‎‎, que tinha visto o ‎‎petek‎‎ e desejava conhecer seu dono. Na reunião, o rabino Feinstein pediu ao rabino Odesser uma bênção, e o rabino Feinstein também chamou sua mulher para obter uma bênção do rabino Odesser. Rabino Feinstein deu ao rabino Odesser a seguinte aprovação: